# Hraboveț, raionul Ternopil, regiunea Ternopil
Hraboveț (în ucraineană Грабовець) este localitatea de reședință a comunei Hraboveț din raionul Ternopil, regiunea Ternopil, Ucraina.

## Demografie
Componența lingvistică a localității Hraboveț
     Ucraineană (99,76%)
     Alte limbi (0,24%)
Conform recensământului din 2001, majoritatea populației localității Hraboveț era vorbitoare de ucraineană (99,76%), existând în minoritate și vorbitori de alte limbi.